# Aero A.30

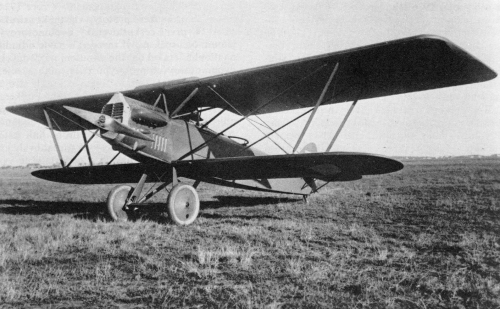
Aero A-30 năm 1926.

Aero A.30 là một loại máy bay ném bom hạng nhẹ và trinh sát hai tầng cánh chế tạo ở Tiệp Khắc cuối thập niên 1920.

## Quốc gia sử dụng
Tiệp Khắc
 Iran
- Không quân Đế quốc Iran

## Tính năng kỹ chiến thuật (A.230)
Đặc tính tổng quan
- Kíp lái: 2
- Chiều dài: 10 m (32 ft 10 in)
- Sải cánh: 15,3 m (50 ft 2 in)
- Diện tích cánh: 46,2 m2 (497 foot vuông)
- Trọng lượng rỗng: 1.420 kg (3.131 lb)
- Trọng lượng có tải: 2.375 kg (5.236 lb)
- Động cơ: 1 × Lorraine 12E Courlis kiểu động cơ piston W-12, làm mát bằng nước, 340 kW (450 hp)

Hiệu suất bay
- Vận tốc cực đại: 198 km/h (123 mph; 107 kn)
- Trần bay: 5.800 m (19.029 ft)
- Vận tốc lên cao: 3,083 m/s (606,9 ft/min)
- Tải trên cánh: 51 kg/m2 (10 lb/foot vuông)
- Công suất/khối lượng: 0,14 kW/kg (0,09 hp/lb)

Vũ khí trang bị

- Súng:
- 1 × súng máy Vickers.303 in (7,7 mm)
- 2 × súng máy Lewis.303 (7,7 mm)
- Bom: 500 kg (1,100 lb) bom